# Serra dels Bastets
La Serra dels Bastets és una serra del Prepirineu formada per conglomerat montserratins i situada a la Vall de Lord que s'estén d'oest a est al llarg d'un 6 km de longitud entre els rius Cardener (a l'oest), Aigua d'Ora (a l'est) i Aigua de Valls (al nord) i la serra de Busa (al sud). El contrafort occidental de la serra, és coneguda amb el nom d'Els Llengots la carena de la qual forma la Cresta del Sol mentre que els contrafort orientals dels Bastets que davallen cap a l'Aigua d'Ora constitueixen la serra de Valielles.
Les elevacions màximes de la serra són al Tossal de les Viudes de 1.378,8 metres i al Tossal Gran de 1.307,1 metres, cims que es troben tots dos a la meitat oriental de la serra.
La meitat occidental pertany íntegrament al municipi de Guixers (Solsonès) així com el vessant nord de la meitat oriental mentre que el vessant sud d'aquesta part de la serra pertany al terme municipal de Montmajor (Berguedà) i més concretament a l'enclavament de Valielles.
Tota la serralada està integrada en el Pla d'Espais d'Interès Natural (PEIN) de la Generalitat de Catalunya i més concretament en l'espai Serres de Busa-Els Bastets-Lord